# Мяо
Мяо (мео), или хмонги (кит. упр. 苗, пиньинь Miáo; вьет. Mèo, или H’Mông; тайск.: แม้ว (Maew), или ม้ง (Mong)) — группа народов в южном Китае, северном Вьетнаме, Лаосе, Таиланде, Мьянме общей численностью в около 11 млн чел. Говорят на языках мяо семьи мяо-яо, по религиозным воззрениям — анимисты.
Около 200 тысяч мяо из Лаоса (хмонги) эмигрировали в США.
Большинство мяо проживают в Китае (7,65 млн чел.), во Вьетнаме проживает 550 тыс., в Лаосе — 200 тыс., в Таиланде — 120 тыс. чел. Мяо — пятая по численности среди 56 этнических групп, официально признанных в Китайской Народной Республике, и одна из 54 этнических групп во Вьетнаме.
По преобладающему цвету женской одежды отличают несколько этнорегиональных групп:
- белые (самоназв. хмонг дау; кит. бай мяо; вьет. мео чанг),
- чёрные (хмонг ду; хэй мяо; мео ден),
- красные (хмонг пе; хун мяо; мео до),
- синие (хмонг суа; цин мяо; мео сань),
- разноцветные (хмонг лен; хуа мяо; мео хоа),

Группы мяо различаются также по длине юбок: в длинных и коротких юбках и др.
Между языками семьи мяо-яо отсутствует взаимопонятность, внутри них существует множество диалектов. В начале XX века христианскими миссионерами были предприняты попытки создать для языков мяо письменность. В 1956 для китайских мяо были разработаны три вида письменности для разных языков.

## Мяо в Китае
Районы проживания мяо в Китае: провинции Гуйчжоу, Хунань, Юньнань, Гуанси, Сычуань, Хайнань, Хубэй, Гуандун. 48,1 % — в провинции Гуйчжоу，21,49 % — Хунань, 11,67 % — Юньнань, 2,4 % — Хубэй, 1,65 % — Сычуань, 1,35 % — Гуандун, 0,69 % — Хайнань, а также 5,62 % — в Чунцине и 5,18 % — в Гуанси-Чжуанском автономном районе. 
Первоначально термин «мяо» употреблялся для названия ряда не всегда родственных между собой народов Южного Китая. Начиная с конца 1-го тысячелетия н. э. он связывается преимущественно с предками современных мяо. Переселения мяо не прекращались как по Китаю, так и в страны Юго-Восточной Азии вплоть до начала XX века.
Предки современных мяо входили в состав племенного союза сань мяо, занимавшего территорию на востоке современной провинции Хунань и западе провинции Гуйчжоу. Ими было создано государство Чу, игравшее важную роль в истории южных районов Китая.

### Распространение мяо

#### По провинциям
По данным переписи в 2000 году, в Китае насчитывалось 8 940 116 мяо, следующим образом распределённых по провинциям:
| Административная единица | Доля в 2000 году | Доля в 1990 году     |
| ------------------------ | ---------------- | -------------------- |
| Провинция Гуйчжоу        | 48,1 %           | 49,84 %              |
| Провинция Хунань         | 21,49 %          | 21,05 %              |
| Провинция Юньнань        | 11,67 %          | 12,12 %              |
| Городской округ Чунцин   | 5,62 %           | --                   |
| Автономный район Гуанси  | 5,18 %           | 5,75                 |
| Провинция Хубэй          | 2,4 %            | 2,71 %               |
| Провинция Сычуань        | 1,65 %           | 7,24 % (вкл. Чунцин) |
| Провинция Гуандун        | 1,35 %           | ?                    |
| Провинция Хайнань        | 0,69 %           | ?                    |
| Остальной Китай          | 1,85 %           | ?                    |

В провинции Гуйчжоу мяо составили 12,2 % от общей численности населения (1990 г.: 11,38 %), в Хунани 3,04 % (2,57 %), в Юньнани 2,46 % (2,43 %), в Чунцине — 1,65 % и в Гуанси 1,06 % (1,01 %).

#### Уездный уровень
Приведены уезды, в которых живут 0,25 процента всех мяо. АР = автономный район; АО = автономный округ; АУ = автономный уезд.
| Провинция              | Окружной уровень           | Уездный уровень                                     | Количество мяо | % от всех мяо Китая |
| ---------------------- | -------------------------- | --------------------------------------------------- | -------------- | ------------------- |
| Провинция Гуйчжоу      | Цяньдуннань-Мяо-Дунский АО | Городской округ Кайли (凯里市)                      | 274.238        | 3,07 %              |
| Городской округ Чунцин | нет                        | Пэншуй-Мяо-Туцзяский АУ (彭水苗族土家族自治县)      | 273.488        | 3,06 %              |
| Провинция Хунань       | Городской округ Хуайхуа    | Маян-Мяоский АУ (麻阳苗族自治县)                    | 263.437        | 2,95 %              |
| Провинция Гуйчжоу      | Округ Тунжэнь              | Сунтао-Мяоский АУ (松桃苗族自治县)                  | 228.718        | 2,56 %              |
| Провинция Хунань       | Городской округ Хуайхуа    | Уезд Юаньлян (沅陵县)                               | 217.613        | 2,43 %              |
| Провинция Хунань       | Сянси-Туцзя-Мяоский АО     | Уезд Хуаюань (花垣县)                               | 192.138        | 2,15 %              |
| Провинция Хунань       | Сянси-Туцзя-Мяоский АО     | Уезд Фэнхуан (凤凰县)                               | 185.111        | 2,07 %              |
| Провинция Хунань       | Городской округ Шаоян      | Уезд Суйнин (绥宁县)                                | 184.784        | 2,07 %              |
| Гуанси-Чжуанский АР    | Городской округ Лючжоу     | Жуншуй-Мяоский АУ (融水苗族自治县)                  | 168.591        | 1,89 %              |
| Провинция Гуйчжоу      | Цяньдуннань-Мяо-Дунский АО | Уезд Хуанпин (黄平县)                               | 161.211        | 1,8 %               |
| Провинция Гуйчжоу      | Городской округ Цзуньи     | Учуань-Гэлао-Мяоский АУ (务川仡佬族苗族自治县)      | 157.350        | 1,76 %              |
| Провинция Хунань       | Городской округ Шаоян      | Чэнбу-Мяоский АУ (城步苗族自治县)                   | 136.943        | 1,53 %              |
| Провинция Гуйчжоу      | Цяньдуннань-Мяо-Дунский АО | Уезд Тайцзян (台江县)                               | 135.827        | 1,52 %              |
| Провинция Гуйчжоу      | Цяньдуннань-Мяо-Дунский АО | Уезд Цунцзян (从江县)                               | 129.626        | 1,45 %              |
| Провинция Гуйчжоу      | Городской округ Люпаньшуй  | Уезд Шуйчэн (水城县)                                | 126.319        | 1,41 %              |
| Провинция Хунань       | Городской округ Хуайхуа    | Цзинчжоу-Мяо-Дунский АУ (靖州苗族侗族自治县)        | 114.641        | 1,28 %              |
| Провинция Гуйчжоу      | Городской округ Аньшунь    | Цзыюнь-Мяо-Буиский АУ (紫云苗族布依族自治县)        | 114.444        | 1,28 %              |
| Провинция Гуйчжоу      | Цяньдуннань-Мяо-Дунский АО | Уезд Цзяньхэ (剑河县)                               | 112.950        | 1,26 %              |
| Провинция Хунань       | Сянси-Туцзя-Мяоский АО     | Городской округ Цзишоу (吉首市)                     | 112.856        | 1,26 %              |
| Провинция Гуйчжоу      | Округ Тунжэнь              | Уезд Сынань (思南县)                                | 112.464        | 1,26 %              |
| Провинция Гуйчжоу      | Цяньдуннань-Мяо-Дунский АО | Уезд Лэйшань (雷山县)                               | 110.413        | 1,24 %              |
| Провинция Хунань       | Сянси-Туцзя-Мяоский АО     | Уезд Люси (泸溪县)                                  | 107.301        | 1,2 %               |
| Провинция Гуйчжоу      | Цяньдуннань-Мяо-Дунский АО | Уезд Тяньчжу (天柱县)                               | 106.387        | 1,19 %              |
| Провинция Гуйчжоу      | Цяньдуннань-Мяо-Дунский АО | Уезд Даньчжай (丹寨县)                              | 104.934        | 1,17 %              |
| Провинция Гуйчжоу      | Цяньдуннань-Мяо-Дунский АО | Уезд Жунцзян (榕江县)                               | 96.503         | 1,08 %              |
| Провинция Гуйчжоу      | Цяньнань-Буи-Мяоский АО    | Уезд Хуэйшуй (惠水县)                               | 91.215         | 1,02 %              |
| Провинция Юньнань      | Вэньшань-Чжуан-Мяоский АО  | Уезд Гуаннань (广南县)                              | 88.444         | 0,99 %              |
| Городской округ Чунцин | нет                        | Юян-Туцзя-Мяоский АУ (酉阳土家族苗族自治县)         | 85.182         | 0,95 %              |
| Гуанси-Чжуанский АР    | Городской округ Байсэ      | Лунлиньский многонациональный АУ (隆林各族自治县)   | 84.617         | 0,95 %              |
| Провинция Гуйчжоу      | Округ Бицзе                | Уезд Чжицзинь (织金县)                              | 81.029         | 0,91 %              |
| Провинция Юньнань      | Хунхэ-Хани-Ийский АО       | Цзиньпин-Мяо-Яо-Дайский АУ (金平苗族瑶族傣族自治县) | 80.820         | 0,9 %               |
| Провинция Гуйчжоу      | Городской округ Аньшунь    | Городской уезд Сисю (西秀区)                        | 79.906         | 0,89 %              |
| Провинция Гуйчжоу      | Цяньдуннань-Мяо-Дунский АО | Уезд Цзиньпин (锦屏县)                              | 78.441         | 0,88 %              |
| Провинция Гуйчжоу      | Городской округ Цзуньи     | Даочжэнь-Гэлао-Мяоский АУ (道真仡佬族苗族自治县)    | 76.658         | 0,86 %              |
| Провинция Гуйчжоу      | Цяньдуннань-Мяо-Дунский АО | Уезд Липин (黎平县)                                 | 75.718         | 0,85 %              |
| Провинция Юньнань      | Вэньшань-Чжуан-Мяоский АО  | Уезд Магуань (马关县)                               | 73.833         | 0,83 %              |
| Провинция Гуйчжоу      | Округ Бицзе                | Уезд Наюн (纳雍县)                                  | 72.845         | 0,81 %              |
| Провинция Гуйчжоу      | Цяньнань-Буи-Мяоский АО    | Городской округ Дуюнь (都匀市)                      | 71.011         | 0,79 %              |
| Провинция Хубэй        | Эньши-Туцзя-Мяоский АО     | Уезд Лайфэн (来凤县)                                | 70.679         | 0,79 %              |
| Провинция Гуйчжоу      | Цяньдуннань-Мяо-Дунский АО | Уезд Мацзян (麻江县)                                | 68.847         | 0,77 %              |
| Городской округ Чунцин | нет                        | Сюшань-Туцзя-Мяоский АУ (秀山土家族苗族自治县)      | 66.895         | 0,75 %              |
| Провинция Гуйчжоу      | Цяньдуннань-Мяо-Дунский АО | Уезд Шибин (施秉县)                                 | 66.890         | 0,75 %              |
| Провинция Юньнань      | Вэньшань-Чжуан-Мяоский АО  | Уезд Цюбэй (丘北县)                                 | 66.826         | 0,75 %              |
| Провинция Гуйчжоу      | Городской округ Гуйян      | Район Хуаси (花溪区)                                | 62.827         | 0,7 %               |
| Провинция Хунань       | Сянси-Туцзя-Мяоский АО     | Уезд Луншань (龙山县)                               | 61.709         | 0,69 %              |
| Провинция Гуйчжоу      | Округ Бицзе                | Уезд Цяньси (黔西县)                                | 60.409         | 0,68 %              |
| Провинция Юньнань      | Хунхэ-Хани-Ийский АО       | Пинбянь-Мяоский АУ (屏边苗族自治县)                 | 60.312         | 0,67 %              |
| Провинция Гуйчжоу      | Округ Бицзе                | Вэйнин-И-Хуэй-Мяоский АУ (威宁彝族回族苗族自治县)   | 60.157         | 0,67 %              |
| Городской округ Чунцин | нет                        | Городской уезд Цянцзян (黔江区)                     | 59.705         | 0,67 %              |
| Провинция Хунань       | Сянси-Туцзя-Мяоский АО     | Уезд Баоцзин (保靖县)                               | 57.468         | 0,64 %              |
| Провинция Юньнань      | Вэньшань-Чжуан-Мяоский АО  | Уезд Вэньшань (文山县)                              | 57.303         | 0,64 %              |
| Провинция Хунань       | Сянси-Туцзя-Мяоский АО     | Уезд Гучжан (古丈县)                                | 54.554         | 0,61 %              |
| Провинция Хубэй        | Эньши-Туцзя-Мяоский АО     | Городской округ Личуань (利川市)                    | 53.590         | 0,6 %               |
| Провинция Гуйчжоу      | Цяньсинань-Буи-Мяоский АО  | Уезд Цинлун (晴隆县)                                | 53.205         | 0,6 %               |
| Гуанси-Чжуанский АР    | Городской округ Лючжоу     | Саньцзян-Дунский АУ (三江侗族自治县)                | 53.076         | 0,59 %              |
| Провинция Гуйчжоу      | Округ Бицзе                | Уезд Дафан (大方县)                                 | 52.547         | 0,59 %              |
| Провинция Юньнань      | Вэньшань-Чжуан-Мяоский АО  | Уезд Яньшань (砚山县)                               | 51.624         | 0,58 %              |
| Провинция Гуйчжоу      | Городской округ Люпаньшуй  | Особый район Лючжи (六枝特区)                       | 50.833         | 0,57 %              |
| Провинция Гуйчжоу      | Цяньнань-Буи-Мяоский АО    | Уезд Чаншунь (长顺县)                               | 48.902         | 0,55 %              |
| Провинция Гуйчжоу      | Цяньнань-Буи-Мяоский АО    | Городской округ Фуцянь (福泉市)                     | 48.731         | 0,55 %              |
| Провинция Юньнань      | Хунхэ-Хани-Ийский АО       | Уезд Мэнцзы (蒙自县)                                | 48.132         | 0,54 %              |
| Провинция Гуйчжоу      | Округ Тунжэнь              | Городской округ Тунжэнь (铜仁市)                    | 47.080         | 0,53 %              |
| Провинция Юньнань      | Вэньшань-Чжуан-Мяоский АО  | Уезд Малипо (麻栗坡县)                              | 45.655         | 0,51 %              |
| Провинция Юньнань      | Городской округ Чжаотун    | Уезд Илян (彝良县)                                  | 44.736         | 0,5 %               |
| Провинция Гуйчжоу      | Городской округ Аньшунь    | Уезд Пинба (平坝县)                                 | 44.107         | 0,49 %              |
| Провинция Гуйчжоу      | Цяньнань-Буи-Мяоский АО    | Саньду-Шуйский АУ (三都水族自治县)                  | 43.464         | 0,49 %              |
| Провинция Гуйчжоу      | Цяньнань-Буи-Мяоский АО    | Уезд Гуйдин (贵定县)                                | 42.450         | 0,47 %              |
| Провинция Гуйчжоу      | Округ Тунжэнь              | Иньцзян-Туцзя-Мяоский АУ (印江土家族苗族自治县)     | 42.431         | 0,47 %              |
| Провинция Гуйчжоу      | Цяньнань-Буи-Мяоский АО    | Уезд Лунли (龙里县)                                 | 40.096         | 0,45 %              |
| Провинция Гуйчжоу      | Городской округ Гуйян      | Городской округ Цинчжэнь (清镇市)                   | 39.845         | 0,45 %              |
| Провинция Гуйчжоу      | Цяньсинань-Буи-Мяоский АО  | Уезд Ванмо (望谟县)                                 | 39.491         | 0,44 %              |
| Провинция Гуйчжоу      | Округ Бицзе                | Городской округ Бицзе (毕节市)                      | 38.508         | 0,43 %              |
| Провинция Хунань       | Сянси-Туцзя-Мяоский АО     | Уезд Юншунь (永顺县)                                | 37.676         | 0,42 %              |
| Провинция Гуйчжоу      | Округ Бицзе                | Уезд Хэчжан (赫章县)                                | 37.128         | 0,42 %              |
| Провинция Юньнань      | Городской округ Чжаотун    | Уезд Вэйсинь (威信县)                               | 36.293         | 0,41 %              |
| Провинция Гуйчжоу      | Цяньдуннань-Мяо-Дунский АО | Уезд Сансуй (三穗县)                                | 35.745         | 0,4 %               |
| Провинция Гуйчжоу      | Цяньнань-Буи-Мяоский АО    | Уезд Лодянь (罗甸县)                                | 35.463         | 0,4 %               |
| Провинция Гуйчжоу      | Городской округ Аньшунь    | Чжэньнин-Буи-Мяоский АУ (镇宁布依族苗族自治县)      | 34.379         | 0,38 %              |
| Провинция Хубэй        | Эньши-Туцзя-Мяоский АО     | Уезд Сюаньъэн (宣恩县)                              | 34.354         | 0,38 %              |
| Провинция Хунань       | Городской округ Хуайхуа    | Уезд Хуэйтун (会同县)                               | 33.977         | 0,38 %              |
| Провинция Гуйчжоу      | Цяньсинань-Буи-Мяоский АО  | Уезд Анлун (安龙县)                                 | 32.926         | 0,37 %              |
| Провинция Гуйчжоу      | Округ Бицзе                | Уезд Цзиньша (金沙县)                               | 31.884         | 0,36 %              |
| Провинция Сычуань      | Городской округ Лучжоу     | Уезд Суюн (叙永县)                                  | 30.362         | 0,34 %              |
| Провинция Гуйчжоу      | Городской округ Аньшунь    | Уезд Пудин (普定县)                                 | 30.254         | 0,34 %              |
| Провинция Сычуань      | Городской округ Ибинь      | Уезд Синвэнь (兴文县)                               | 30.020         | 0,34 %              |
| Провинция Гуйчжоу      | Городской округ Аньшунь    | Гуаньлин-Буи-Мяоский АУ (关岭布依族苗族自治县)      | 29.746         | 0,33 %              |
| Гуанси-Чжуанский АР    | Городской округ Байсэ      | Уезд Силинь (西林县)                                | 28.967         | 0,32 %              |
| Гуанси-Чжуанский АР    | Городской округ Гуйлинь    | Уезд Цзыюань (资源县)                               | 27.827         | 0,31 %              |
| Провинция Хубэй        | Эньши-Туцзя-Мяоский АО     | Уезд Сяньфэн (咸丰县)                               | 27.668         | 0,31 %              |
| Провинция Гуйчжоу      | Городской округ Гуйян      | Городской уезд Наньмин (南明区)                     | 27.460         | 0,31 %              |
| Провинция Юньнань      | Городской округ Чжаотун    | Уезд Чжэньсюн (镇雄县)                              | 26.963         | 0,3 %               |
| Провинция Юньнань      | Вэньшань-Чжуан-Мяоский АО  | Уезд Фунинь (富宁县)                                | 26.396         | 0,3 %               |
| Провинция Гуандун      | Городской округ Дунгуань   | Городской уезд (市辖区)                             | 26.241         | 0,29 %              |
| Провинция Гуйчжоу      | Округ Тунжэнь              | Уезд Цзянкоу (江口县)                               | 25.588         | 0,29 %              |
| Провинция Гуйчжоу      | Городской округ Люпаньшуй  | Уезд Пань (盘县)                                    | 25.428         | 0,28 %              |
| Гуанси-Чжуанский АР    | Городской округ Гуйлинь    | Луншэнский многонациональный АУ (龙胜各族自治县)    | 24.841         | 0,28 %              |
| Провинция Гуйчжоу      | Цяньсинань-Буи-Мяоский АО  | Уезд Синьжэнь (兴仁县)                              | 24.130         | 0,27 %              |
| Провинция Хунань       | Городской округ Хуайхуа    | Чжицзян-Дунский АУ (芷江侗族自治县)                 | 23.698         | 0,27 %              |
| Провинция Юньнань      | Хунхэ-Хани-Ийский АО       | Городской округ Кайюань (开远市)                    | 23.504         | 0,26 %              |
| Провинция Гуйчжоу      | Цяньсинань-Буи-Мяоский АО  | Уезд Чжэньфэн (贞丰县)                              | 23.054         | 0,26 %              |
| Провинция Гуйчжоу      | Цяньнань-Буи-Мяоский АО    | Уезд Пинтан (平塘县)                                | 22.980         | 0,26 %              |
| Провинция Гуйчжоу      | Цяньдуннань-Мяо-Дунский АО | Уезд Чжэньюань (镇远县)                             | 22.883         | 0,26 %              |
| Провинция Гуйчжоу      | Цяньсинань-Буи-Мяоский АО  | Уезд Пуань (普安县)                                 | 22.683         | 0,25 %              |
| Провинция Гуйчжоу      | Городской округ Гуйян      | Городской уезд Удан (乌当区)                        | 22.468         | 0,25 %              |
| Остальной Китай        |                            |                                                     | 1.246.040      | 13,94 %             |

## Мяо в мире

### Лаос
Хмонги играют существенную роль в жизни северного Лаоса, они как правило более зажиточны, хорошо организованы и готовы бороться за свои права.
Хмонги активно участвовали в национально-освободительном движении против французских колонизаторов, а потом в гражданской войне против Патет Лао при поддержке США. После поражения в гражданской войне многие хмонги бежали в Таиланд, а также в США и другие страны, и только после 1990 года стали частично возвращаться. Немало хмонгов продолжает проживать в Лаосе, они занимают горные территории выше 1000 метров. 

### США
Значительное количество мяо получили разрешение на иммиграцию в США после Войны во Вьетнаме, в том числе беженцы через Таиланд. Первая группа мяо приехала в США в 1975, многие были причастны к армии генерала Ванг Пао. Сейчас община мяо США насчитывает около 270 тыс. человек, разбросанных по многим штатам.

### Депортация из Таиланда
Порядка 4000 представителей народности мяо, по большей части сбежавшие из Лаоса после установления там социалистического режима в 1975 году, были насильственно депортированы в декабре 2009 года из Таиланда в Лаос, что вызывало озабоченность международного сообщества.

## Быт и культура
Основное традиционное занятие: террасное поливное, пашенное и мотыжное земледелие (рис, овощи, бобовые), на богаре — кукуруза, гречиха, конопля и др. Важную роль сохраняют скотоводство, птицеводство, лесоводство (рубка и сплав леса), охота, собирательство.
Традиционное жилище — наземное свайное или полусвайное (на склоне горы), преимущественно деревянное, крыша соломенная или черепичная. В двухэтажном жилище нижний этаж для скота, верхний — жилой.
Мужской костюм — прямозастёжная куртка и короткие штаны, женский — двубортная кофта и несшитая юбка, сильно различались по регионам, обычно богато украшенная вышивкой и батиком, с большим количеством серебряных украшений.
По уровню развития социально-экономических отношений мяо мало чем отличались от соседних китайцев. Деревня строилась по общинно-патронимическому принципу. Семья малая, моногамная, патриархальная, сохранялись пережитки кросскузенного брака. Глава патронимии одновременно выполнял функции жреца.
Традиционно была вера в добрых и злых духов, в каждом предмете имелся свой дух (куенг), высшим духом почитался дух грома. Существовал культ предков, постепенно стали распространяться даосизм и буддизм, начиная со второй половины XIX века работу вели католические миссии. У мяо своё летоисчисление. В Новый год, который приходится на период сентябрь-декабрь по лунному календарю и празднуется в течение двенадцати дней, совершается жертвоприношения в поле, дома, устраивается бой быков, лошадиные скачки, танцы с барабаном. Богато народное творчество.